# Sozialstruktur
Sozialstruktur ist ein Begriff in der Soziologie, mit dem die einteilende Ordnung menschlicher Gesellschaften nach ihren sozialen Merkmalen, vor allem ihrer sozialen Schichtung beschrieben werden soll. Dabei leistet die Sozialstrukturanalyse auf der Grundlage unterschiedlicher Theorien die wissenschaftliche Erforschung und Einteilung der Sozialstruktur, während die Bevölkerungswissenschaft (Demografie) Bestandszahlen und zahlenmäßige Veränderungen einer Gesellschaft erfasst. Von geschichteten oder gruppierten Gesellschaften unterscheiden sich „segmentäre Gesellschaften“ mit gleichartigen und gleichrangigen Bevölkerungsteilen. Zusätzlich zur soziologischen Einteilung hat die Sozialstruktur auch dynamische Merkmale, sowohl was ihre Entwicklung betrifft, als auch im Hinblick auf die sozialen Prozesse.
Die Bezeichnung Sozialstruktur wurde 1905 vom deutschen Soziologen und Philosophen Ferdinand Tönnies eingeführt; allgemein bezieht sie sich auf die Gruppierung des sozialen Beziehungsgefüges einer Gesamtgesellschaft nach Ähnlichkeiten und Verschiedenheiten in mehreren Dimensionen. Strukturgebende Gruppierungen sind beispielsweise soziale Schicht, Soziale Klasse, Kaste, soziale Lage, soziales Milieu, Lebensstil oder geschichtlich die Ständeordnung. Je nach soziologischem Blickwinkel und Erkenntnisinteresse werden diese im Einzelnen in die für die jeweilige Dimension wichtigen Merkmale unterteilt, um die dauerhaften sozialen Wechselwirkungen dieser Gruppierungen untereinander zu erkennen und zu erklären.
In der Sozialstrukturanalyse wird die Sozialstruktur empirisch-sozialwissenschaftlich untersucht. Ziele sind die Beschreibung, die Erklärung von Zusammenhängen, der Vergleich und die Politikberatung.

## Soziodemographische Merkmale zur Beschreibung der Sozialstruktur
Unter Bevölkerungsstruktur versteht man in der Demografie und der Statistik die Zusammensetzung einer Bevölkerung aus Teilgruppen. Soziodemographie ist ein in der empirischen Sozialforschung gebräuchlicher Begriff, der die Bevölkerungsmerkmale auf Personenebene (Mikroebene) beschreibt, nach denen die Mitglieder einer Stichprobe oder einer Zielgruppe beschrieben werden. Aus solchen soziodemographischen Angaben lassen sich Aggregatdaten bilden, die zur Beschreibung der Bevölkerungsstruktur genutzt werden können.
Bei besonders häufig abgefragten Angaben spricht man auch von der Standard-Soziodemographie. Zu den gebräuchlichsten soziodemographischen Daten (auch Soziale Indikatoren genannt) gehören folgende Merkmale:
| Merkmal                                          | Gängige Ausprägungen, Klassifikationen                                                    | Gängige Aggregatdaten, soziale Ungleichheit         | Gängige Begriffe zu Veränderung im Zeitverlauf, sozialer Wandel |
| ------------------------------------------------ | ----------------------------------------------------------------------------------------- | --------------------------------------------------- | --------------------------------------------------------------- |
| Biologisches Geschlecht oder soziales Geschlecht | weiblich, männlich, nichtbinäre Geschlechtsidentitäten                                    | Geschlechterverteilung, Gender-Pay-Gap              | Frauenemanzipation                                              |
| Alter                                            | Alter in Jahren                                                                           | Altersstruktur, Lebenserwartung                     | Alterung der Bevölkerung                                        |
| Familienstand                                    | verheiratet, geschieden, verwitwet                                                        |                                                     |                                                                 |
| Nationalität, Migration und Herkunftsland        | deutsch, sonstige                                                                         | Ausländeranteil                                     | Integration                                                     |
| Regionale Zugehörigkeit                          | ost, west; Bundesland; Nielsen-Gebiet; Ortsgrößen                                         |                                                     | Segregation                                                     |
| Religionszugehörigkeit                           | katholisch, evangelisch, sonstige, keine                                                  |                                                     | Säkularisierung                                                 |
| Familienstruktur                                 | Kinder im Haushalt: ja/nein, Anzahl Personen im Haushalt                                  | Haushaltsgröße                                      | Individualisierung                                              |
| Bildung                                          | Casmin-Klassifikation, höchster berufsbildender Abschluss                                 | Bildungsungleichheit                                | Bildungsexpansion                                               |
| Schulbildung                                     | ohne Schulabschluss, Hauptschulabschluss, Realschulabschluss, Fach-/Abitur                |                                                     |                                                                 |
| Erwerbsstatus, Berufstätigkeit                   | Voll-/Teilzeit, Berufliche Stellung                                                       |                                                     | Entgrenzung der Arbeit                                          |
| Beruf                                            | z. B. Klassifizierung der Berufe, ISCO 88                                                 | Berufliches Prestige                                | Prestige-Skala                                                  |
| Einkommen                                        | Hauptverdienereinkommen, Haushaltsnettoeinkommen, Zahl der Einkommensbezieher im Haushalt | Einkommensverteilung                                | Armutsbericht                                                   |
| Sozialer Status, Sozioökonomischer Status        | International Socio-Economic Index of Occupational Status                                 | Soziale Schicht, Soziale Klasse                     | Soziale Mobilität, Vertikale Durchlässigkeit                    |
| Gesundheit                                       | spezifische Krankheiten                                                                   | Sozial bedingte Ungleichheit von Gesundheitschancen | Gesundheitspolitik                                              |
| Wohnung                                          | Miete, Eigentumswohnung                                                                   | Volkszählung, Einwohnerzahl                         | Wohnungsbaupolitik, Segregation                                 |

Ähnliche Standardmerkmale werden in der empirischen Sozialforschung zu Betrieben, Unternehmen und Organisationen (Mesoebene) und Regionen oder Ländern (Makroebene) erhoben.
Auch andere wissenschaftliche Untersuchungen erheben soziodemographische Daten. In der Marktforschung werden soziodemographische Daten z. B. erhoben, um Produkte besser auf die spezifischen Zielgruppen abzustimmen oder zu evaluieren, in welcher Bevölkerungsgruppe ein Produkt am meisten konsumiert wird, um so Rückschlüsse auf die Gestaltung der Marketingstrategie zu ziehen.

## Dynamische Merkmale der Sozialstruktur und ihrer Entwicklung
Friedrich von Hayek unterscheidet bei der Entwicklung der Sozialstruktur die spontane Sozialordnung, „… eine polyzentrische Ordnung, ungerichtet und ungeplant, die durch die Wechselwirkung vieler Individuen und vorgegebener Randbedingungen entsteht,“ von der sozialen Organisationen, die das Ergebnis eines bewussten gesellschaftlichen Entwurfs ist. Beide Prozesse fasst er unter der Begriff Erweiterte Ordnung zusammen. Die Gesellschaftsformen und ihre Regeln unterliegen nach Hayek einer kulturellen Evolution, bei der die emergente Selbstorganisation und die Wettbewerbsfähigkeit der Gesellschaftsform eine große Rolle spielen.
Diese Prozesse und die Entwicklung der Strukturen in der menschlichen Gesellschaft sind zum großen Teil selbstorganisiert und finden unter den Bedingungen von Komplexität statt. Der Grund dafür sind die sozialen Rückkopplungen innerhalb der Gesellschaft und die als Begrenzte Rationalität gekennzeichnete Fähigkeit der nichtlinearen Bausteine der Gesellschaft, der Menschen und ihrer Institutionen. Die Komplexität wird dabei durch die nichtlineare Dynamik der Prozesse in der Gesellschaft erzeugt.
Strukturell kann man in der Gesellschaft nach Klaus Mainzer die Mikroebene und die Makroebene unterscheiden; diese beeinflussen sich im Rahmen der sozialen Prozesse gegenseitig und sind dadurch rückgekoppelt. Die dadurch bedingte gesellschaftliche Struktur nennt Mainzer Soziokonfiguration und ihre Prozesse Soziodynamik.

## Sozialstruktur einzelner Länder
- Demografie Deutschlands
- Gesellschaftsstruktur der österreichischen Bevölkerung
- Demografie der Schweiz